# All Too Well
〈All Too Well〉(올 투 웰)은 미국의 가수 테일러 스위프트의 노래이다. 네 번째 정규 앨범 《Red》의 수록적이자 재녹음 음반 《Red (Taylor's Version)》의 프로모션 싱글이다. 2021년 11월 21일, 재녹음 버전이 빌보드 핫 100 1위를 하면서 빌보드 사상 첫 1위를 한 10분 이상의 곡이 되었다.
뮤직 비디오 (The Short Film)이 2022 MTV 비디오 뮤직 어워드에서 올해의 비디오상을 수상했다.

## 인증
| 국가                               | 인증 | 판매량/출하량 |
| ---------------------------------- | ---- | ------------- |
| 미국 (RIAA)                        | 골드 | 500,000       |
| 판매량+스트리밍을 기반으로 한 인증 |      |               |